# Dak'Art 2018
Dak'Art 2018 è la tredicesima edizione d'arte della Biennale di Dakar, consacrata all'arte contemporanea africana e organizzata a Dakar in Senegal dal 2 maggio al 2 giugno 2018 sotto la direzione artistica di Simon Njami con il titolo L'heure Rouge: Une nouvelle humanité/The Red Hour: A new humanity.

## Organizzazione
La tredicesima edizione della Biennale di Dakar è organizzata dal segretariato generale della biennale (con come segretario generale Marièma Ba) e sotto il patrocinio del presidente della repubblica del Senegal Macky Sall. Il segretariato della biennale è diretto dal ministero della cultura nel 2018 sotto il ministro Abdou Latif Coulibaly.
La biennale è diretta per la seconda edizione consecutiva da Simon Njami con il titolo L'heure Rouge: Une nouvelle humanité/The Red Hour: A new humanity, un riferimento a Aimé Césaire.
Secondo il comunicato stampa la biennale è finanziata al 75% dal governo senegalese con un contributo di 500 milioni di franchi CFA.

## Programma
La Biennale di Dakar del 2018 viene inaugurata ufficialmente il 3 maggio 2018 al Gran teatro nazionale (Grand Théâtre National) presso il Musée des Civilisations Noires.
Il programma è sempre suddiviso come nelle precedenti edizioni in un programma ufficiale (in) e in un programma a latere (chiamato off).

### Programmain
Il programma ufficiale chiamato in della Biennale di Dakar del 2018 ha una struttura simile a quella dell'edizione della biennale 2016.
- Esposizione internazionale dal titolo Une Nouvelle Humanité, con le opere di 75 artisti provenienti da 33 paesi all'Ancien Palais de Justice (Cap Manuel)[3]
- Grande testimone: El Anatsui, Ancien Palais de Justice (Cap Manuel)
- Retrospettiva dedicata a Ndari Lô, Ancien Palais de Justice (Cap Manuel)
- Padiglioni nazionali di Rwanda, Tunisia e Senegal, piazzale del Musée des Civilisations Noires
- Esposizioni dei curatori invitati Alya Sebti, Bonaventure Soh Bejeng Ndikung, Marisol Rodriguez, Cosmin Costinas, Marianne Hultman, Musée de l’IFAN (Place Soweto)
- Carta bianca a DARB 1718, Maison des anciens combattants (75, rue Félix Faure X Lamine Guèye)
- Le bois célèste - Pascale Marthine Tayou et les étudiants de l’ENSBA de Paris et de l’Ecole des Arts de Dakar, Galerie Le Manège (6 Rue Parchappe).
- Mémoires Sonores, Laeticia Kozlova, Musée Leopold Sédar Senghor (Rue Leo Frobenious)
- Mon super kilomètre - Maurice Pefura/Nicolas Dahan. Organizzata in collaborazione con Espace Médina, Canal de la gueule tapée (Médina)
  - La Cour de Joe Ouakam (a cura di Sara Maurin Kane)
  - Lieu Commun (a cura di Kakatar Studio - Ateliers Graphoui)
  - La révolution viendra sous une forme non-encore imaginable (a cura di RAW)
  - Musée à ciel ouvert (a cura di Yataal Art - Farm prod)
  - Quartier Dreams (a cura di Ciné banlieue - Ciné UCAD - Kygel Théâtre)
  - Reflets du futur (a cura di Madiaw Ndiaye)
  - Spacecraft (a cura di Kër Thiossane)

Durante la biennale viene organizzato in ogni area comunale della città di Dakar uno spazio chiamato Barak dove le persone – e in particolare i bambini, i giovani e le donne – potranno esporre quello che loro definiscono arte.
Il programma di conferenze Rencontres et échanges è organizzato da El Hadj Malick Ndiaye (presidente della commissione) e presenta dal 4 al 7 maggio 2018 una serie di conferenze sotto il titolo di Arti contemporanee africane e trasformazioni dei quadri intellettuali e normativi (Arts contemporains africains et transformations des cadres intellectuels et normatifs). Le conferenze vengono ospitate all'Università Cheikh Anta Diop di Dakar e al Museo Théodore Monod d'arte africana. Tra i relatori Simon Gikandi, Salah Hassan, Hamady Bocoum, Adama Sanneh, Souleymane Bachir Diagne, Felwine Sarr, Manthia Diawara, Maguèye Kassé, N'Goné Fall, Sidy Seck, Adja Mariétou Mbaye, Ntone Edjabe, Clémentine Deliss, Lionel Manga, Nogaye Ndour, Ousseynou Wade, Kalidou Kassé, Abdoualye Koundoul, Viyé Diba, Karen Milbourne.

### Programmaoff
Il programma off è diretto da Mauro Petroni (presidente della commissione) e Awa Cheikh Diouf (vice-presidente della commissione) e nel 2018 comprende 320 spazi con la presentazione di 1000 artisti.
Durante la biennale del 2018 il laboratoire Agit’Art presenta La cloche des fourmis, un'esposizione organizzata nel vecchio mercato maliano (ancien marché malien) in vie Joris 4.

## Partecipanti

### Esposizione internazionale
- Laeila Adjovi
- Ibrahim Ahmed
- Yasmina Alaoui
- Ghada Amer e Reza Farkondeh
- Rana Ashraf
- Alioune Badara Sarr
- Yassine Balbzioui
- Asmaa Barakat
- Shiraz Ali Bayjoo
- Téo Betin
- Mbarek Bouhchichi
- Loulou Cherinet
- Kudzanai Chiuraiv
- Félicité Codjo
- David Damoison
- Ndidi Dike
- Godfried Donkor
- Franck Fanny
- Mounir Fatmi
- Angela Franklin Faye
- Meschac Gaba
- Pélagie Gbaguidi
- Frances Goodman
- Mohssin Harraki
- Januario José Aka Jano
- Katia Kameli
- Admire Kamudzengerere
- Amadou Kane Sy
- Jackie Karuti
- Ibrahima Kébév
- Sonia Kessi
- Ermias Kifleyesus
- Mehdi-Georges Lahlou
- Moshekwa Langa
- Glenda León
- Chahrazède Lhadj Mohand
- Marcos Lora-Read
- Marianne Magdy Fahmy
- Amita Makan
- Randa Maroufi
- Nathalie Mba Bikoro
- Emo de Medeiros
- Juan Adres Milanes Benito aka Milanes
- Ledelle Moe
- Pascale Monnin
- Magdi Mostafa
- Hassan Musa
- Paul Alden Mvoutoukoulou aka M’vout
- Mohamed Ziad Naitaddi
- Cheikh Ndiaye
- Yvon Léolein Ngassam Tchatchoua
- Christian Nyampeta
- Tejuoso Olanrewaju aka Olan
- Paul Onditi
- Younes Rahmoun
- Rina Ralay Ranaivo
- Oneika Russell
- Usha Seejarim
- Rehema Seithy Chachage
- Mary Sibande
- Rose Mara Da Silva aka Rose Silva
- Patrick Joel Yonkeu aka Omraam Tatcheda
- Emmanuel Tegene
- Ali Tnaniv
- Géraldine Tobe
- Andrew Tshabangu
- Emeka Udemba
- Kara Walker
- Arlene Wandera
- Ouattara Watts
- James Webb
- Dana Whabira
- Guy Bertrand Wouete Lotchouang aka Guy Wouete
- Zaudito Yossef
- Amina Zoubir

### Carta bianca
- DARB 1718

### Padiglioni
- Padiglione del Rwanda
- Padiglione della Tunisia
- Padiglione del Senegal, a cura di Viyé Diba

### Esposizioni dei curatori invitati
- A cura di Alya Sebti (Marocco), Invisible con Hicham Berrada, Younes Baba Ali, Anna Raimondo, Leila Sadel, Zainab Andalibe, Mohammed Laouli, Abdessamad El Montassir, Anike Joyce Sadiq, Kenza Benamour[5].
- A cura di Bonaventure Soh Bejeng Ndikung (Camerun), The Sonic Cosmologies of Halim El-Dabh con Halim El-Dabh (1921 – 2017, EG/US) ‹ Younes Baba Ali (MA/BE), Leo Asemota (NG/UK), Satch Hoyt (UK/DE), Tegene Kunbi (ET/DE), Memory Biwa (NA/ZA) ‹ Robert Machiri (ZW/ZA), Ibrahim Mahama (GH/DE), Nyakallo Maleke (ZA), Elsa Mbala (CM/DE), Yara Mekawei (EG), Emeka Ogboh (NG/DE), Sunette Viljoen (ZA/DE), Ima-Abasi Okon & Junior Boakye-Yiadom (UK)[6].
- A cura di Marisol Rodriguez (Mexico), ZAM | ZAM con Moisés Martínez, Vania Sosa, Omar Said, Fabián Arriola, Pedro Castro, Alex Castilla, Miguel Pérez, Caryana Castillo, Lizzet Ortiz, Sara Martínez, Ingrith León, Joan Duran[7].
- A cura di Cosmin Costinas (Hong Kong), The Dakar Confucius con Belkis Ayón, Uchay Joel Chima, Iswanto Hartono, Nicholás Guillén Landrián, Sanggar Seka Dendang, Jihan El Tahri, Hamedine Kane, Saleh Lo, Ayesha Hameed, Tejswini Sonawane[8].
- A cura di Marianne Hultman (Svezia), L’Heure bleue con Martin Gustavsson (Svezia/UK), Gavin Jantjes (Sudafrica/Norvegia), Toril Johannessen (Norvegia), Tori Wrånes (Norvegia) in collaborazione con Ayodeji Adewale Oluwatunmise e Sanusi Taofik Ayomide (Nigeria)[9].

### Omaggio
- El Anatsui
- Ndari Lô, retrospettiva

### Urbi
- Le bois célèste - Pascale Marthine Tayou et les étudiants de l’ENSBA de Paris et de l’Ecole des Arts de Dakar, Galerie Le Manège (6 Rue Parchappe).
- Mémoires Sonores, Laeticia Kozlova, Musée Leopold Sédar Senghor (Rue Leo Frobenious)
- Mon super kilomètre - Maurice Pefura/Nicolas Dahan. Organizzata in collaborazione con Espace Médina, Canal de la gueule tapée (Médina)
  - La Cour de Joe Ouakam (a cura di Sara Maurin Kane)
  - Lieu Commun (a cura di Kakatar Studio - Ateliers Graphoui)
  - La révolution viendra sous une forme non-encore imaginable (a cura di RAW)
  - Musée à ciel ouvert (a cura di Yataal Art - Farm prod)
  - Quartier Dreams (a cura di Ciné banlieue - Ciné UCAD - Kygel Théâtre)
  - Reflets du futur (a cura di Madiaw Ndiaye)
  - Spacecraft (a cura di Kër Thiossane)

### Articoli e recensioni
- Gwenaël Ben Aissa, L’HEURE ROUGE A SONNÉ in "IAM Magazine", 08/06/2018.
- Margot Chevance, L'artiste Joe Ouakam ressuscité lors d’une exposition à la Biennale de Dakar in RFI Radio France International, 03/06/2018.
- Tim Cocks, At Dakar Biennale, Africa's artists urged to seize chance in "Reuters", 09/05/2018.
- Valérie Marin La Meslée, Dak'art 2018, coups de cœur in Le Point", 20/05/2018.
- Riason Naidoo, Rethinking a key festival of African art in Mail&Guardian, 15/06/2018.
- Érika Nimis, Dak’Art 2018. Focus sur la photographie in "Ciel Variable: Art Photo Médias Culture", 19/10/2018.
- Angela Rodriguez Perea, Dak’art, vers une biennale-monde? in "Africultures", 04/07/2018.